# Багман (футбольний клуб)
«Багман» (перс. بهمن كرج) — колишній професіональний іранський футбольний клуб з міста Кередж, який виступав у Про-лізі Ірану. Існував з 1994 по 2000 роки.

## Історія
«Багман» був заснований у 1994 році в місті Кередж. Його головним досягненням став виграш Кубка Хазфі в 1995 році, здолавши у фіналі «Трактор Сазі», і тим самим отримавши путівку на перший і єдиний континентальний турнір, Кубок володарів кубків 1995-96. Там іранці дійшли до чвертьфіналу в якому поступились сирійському клубу «Ат-Талаба».
В подальшому клуб ще двічі виходив у фінал національного кубка у сезонах 1996/97 та 1999/00, але в обох випадках виграти його не зумів.
Після завершення сезону 1999/00 «Багман» припинив існування.

## Досягнення

### Національні
- Кубок Хазфі
  -  Володар (1): 1994–95
  -  Фіналіст (2): 1996–97, 1999–00

## Відомі гравці
- Мохаммад Хакпур
- Наїм Саадаві
- Хамід Естілі
- Ходадад Азізі